# Sangu (rzeka)
Sangu – rzeka Mjanmy i Bangladeszu. Bierze źródło z Arakan Yoma.

## Fauna
Sangu jest siedliskiem gatunków delfina słodkowodnego nazywanego platanista gangetica gangetica.